# Consell General de la Savoia

Logo del Consell General

El Consell General de la Savoia (arpità Consèly g·ènèral d'la Savouè d'Avâl) és l'assemblea deliberant executiva del departament francès de la Savoia, a la regió de Roine-Alps.
La seu es troba a Chambéry i des de 2008 el president és Hervé Gaymard (UMP).

## Presidents del consell
- 2002-2008 : Jean-Pierre Vial (1952)
- 1999-2002 : Hervé Gaymard (1960)
- 1982-1999 : Michel Barnier (1951)
- 1976-1982 : Louis Besson (1937)
- 1964-1976 : Joseph Fontanet (1921-1980)
- 1951-1964 : Jules Bianco (1895-1986)
- 1951-1955 : Robert Barrier (1907-1955)
- 1945-1951 : Pierre de La Gontrie (1902-1971)
- 1940-1944 : Henri Commandeur
- 1920-1940 : Antoine Borrel (1878-1961)
- 1913-1919 : Adolphe Jorioz
- 1895-1913 : Antoine Perrier
- 1890-1895 : Jules-François Horteur
- 1886-1890 : Nicolas Parent
- 1874-1886 : François Bel
- 1873-1874 : Frédéric d'Alexandry d'Orengiani
- 1871-1872 : Louis Bérard
- 1865-1870 : Charles Dupasquier
- 1860-1864 : Pantaléon Costa de Beauregard

## Composició
El març de 2011 el Consell General de l'Alta Savoia era constituït per 37 elegits pels 37 cantons de la Savoia.
| Parti                         | Sigle | Élus |
| ----------------------------- | ----- | ---- |
| Minoria (18 escons)           |       |      |
| Partit Comunista Francès      | PCF   | 1    |
| Partit d'Esquerra             | PG    | 1    |
| Partit Socialista             | PS    | 7    |
| Partit Radical d'Esquerra     | PRG   | 1    |
| Divers gauche                 | DVG   | 6    |
| Europa Ecologia - Les Verts   | EELV  | 2    |
| Majoria (19) escons)          |       |      |
| Moviment Demòcrata            | MoDem | 1    |
| Divers droite                 | DVD   | 5    |
| Unió pel Moviment Popular     | UMP   | 10   |
| Sense etiqueta                | SE    | 3    |
| President del Consell General |       |      |
| Hervé Gaymard                 |       |      |